# Mathildenhöhe
Die Mathildenhöhe Darmstadt in Darmstadt ist ein Gebäude- und Parkensemble der frühen Moderne und Zeugnis künstlerischer und sozialer Reformen der Zeit um 1900–1920. 2021 wurde sie in die Liste des UNESCO-Welterbes aufgenommen, weil sie für einen Zeitraum weltweit einen bedeutenden Schnittpunkt menschlicher Werte in Bezug auf Entwicklung der Architektur oder Technik, der Großplastik, des Städtebaus oder der Landschaftsgestaltung aufzeigt. Anstelle des offiziellen Namens des Welterbes Mathildenhöhe Darmstadt wird oft die Kurzbezeichnung Mathildenhöhe verwendet. Benannt ist die Erhebung nach Großherzogin Mathilde, Ehefrau des Großherzogs Ludwig III. von Hessen.

## Geografische Lage
Die Mathildenhöhe liegt am Rand der Darmstädter Innenstadt und war im 19. Jahrhundert eine Gartenanlage des großherzoglichen Hofes, ab 1833 im Stil eines Englischen Landschaftsparks gestaltet.

## Geschichte
Auf der Mathildenhöhe plante Großherzog Ernst Ludwig ab 1897 ein Zentrum für die damals aufkommende Reformbewegung in Architektur, Kunst und Handwerk, die von der Arts-and-Crafts-Bewegung und der Wiener Sezession beeinflusst wurde. Sie war der Kern einer baulichen und gärtnerischen Jugendstil-Anlage und ist in dieser Dichte einmalig. Den Bebauungsplan für die Mathildenhöhe konzipierte der Architekt Karl Hofmann 1897. In der Folge entstand hier die Darmstädter Künstlerkolonie Mathildenhöhe.
Die Gebäude auf der Mathildenhöhe wurden von den dazu eingeladenen Künstlern als experimentelle Lebens- und Arbeitswelten der frühen Moderne selbst entworfen und während vier bahnbrechender und international beachteter Ausstellungen in den Jahren 1901, 1904, 1908 und 1914 gezeigt und erweitert. Auf der Mathildenhöhe entstand als prominentestes Bauwerk und als Geschenk der Stadt Darmstadt an den Großherzog anlässlich seiner zweiten Eheschließung 1905 mit Eleonore zu Solms-Hohensolms-Lich der Hochzeitsturm.
Heute ist die Mathildenhöhe Zeugnis frühmoderner Architektur-, Stadt- und Landschaftsgestaltung in Südwestdeutschland.

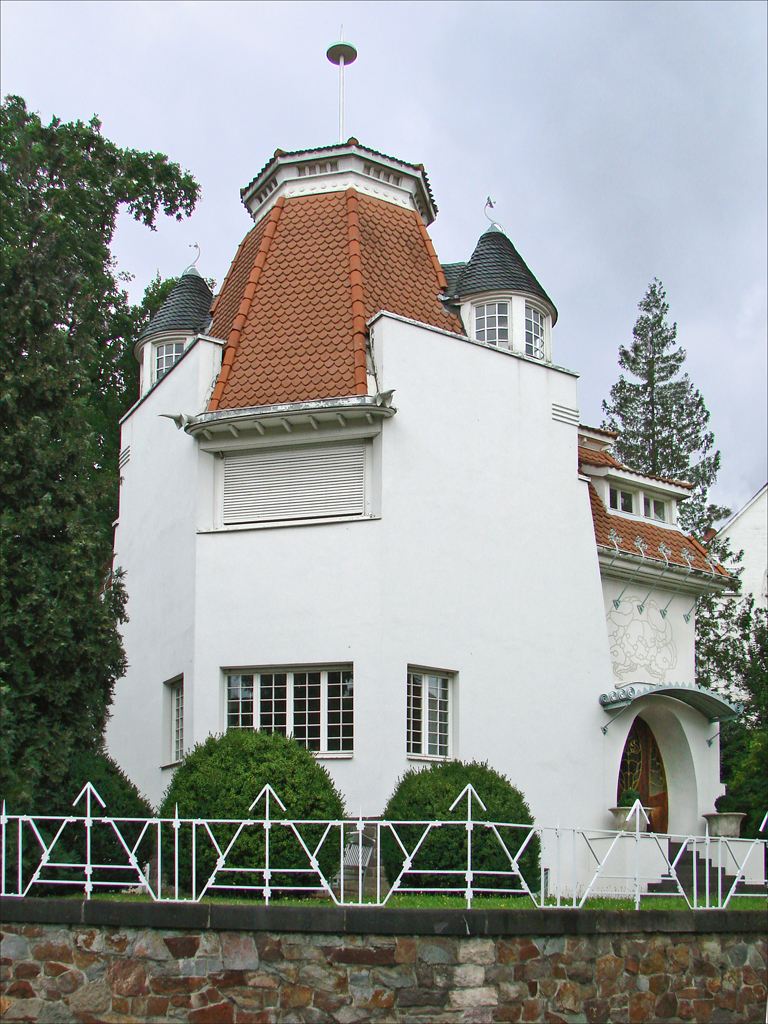
Haus Deiters als Beispiel der „Künstlerhäuser“

## Bestandteile
Die serielle Welterbe-Stätte besteht aus diesen 23 Elementen:
- 13 Häuser und Künstlerateliers, die für die Darmstädter Künstlerkolonie (1899 gegründet unter dem Großherzog Ernst Ludwig) und die internationalen Ausstellungen von 1901–1914 gebaut wurden.
- Drei-Häuser-Gruppe, nach Plänen von Joseph Maria Olbrich für die Ausstellung 1904 gebaut
- Hochzeitsturm (1908, Hochzeitsgeschenk der Stadt Darmstadt an das Großherzogspaar; Entwurf J. M. Olbrich)
- Ausstellungshalle (1908)
- Lilienbecken (1914)

- Platanenhain (1833, 1904–1914)

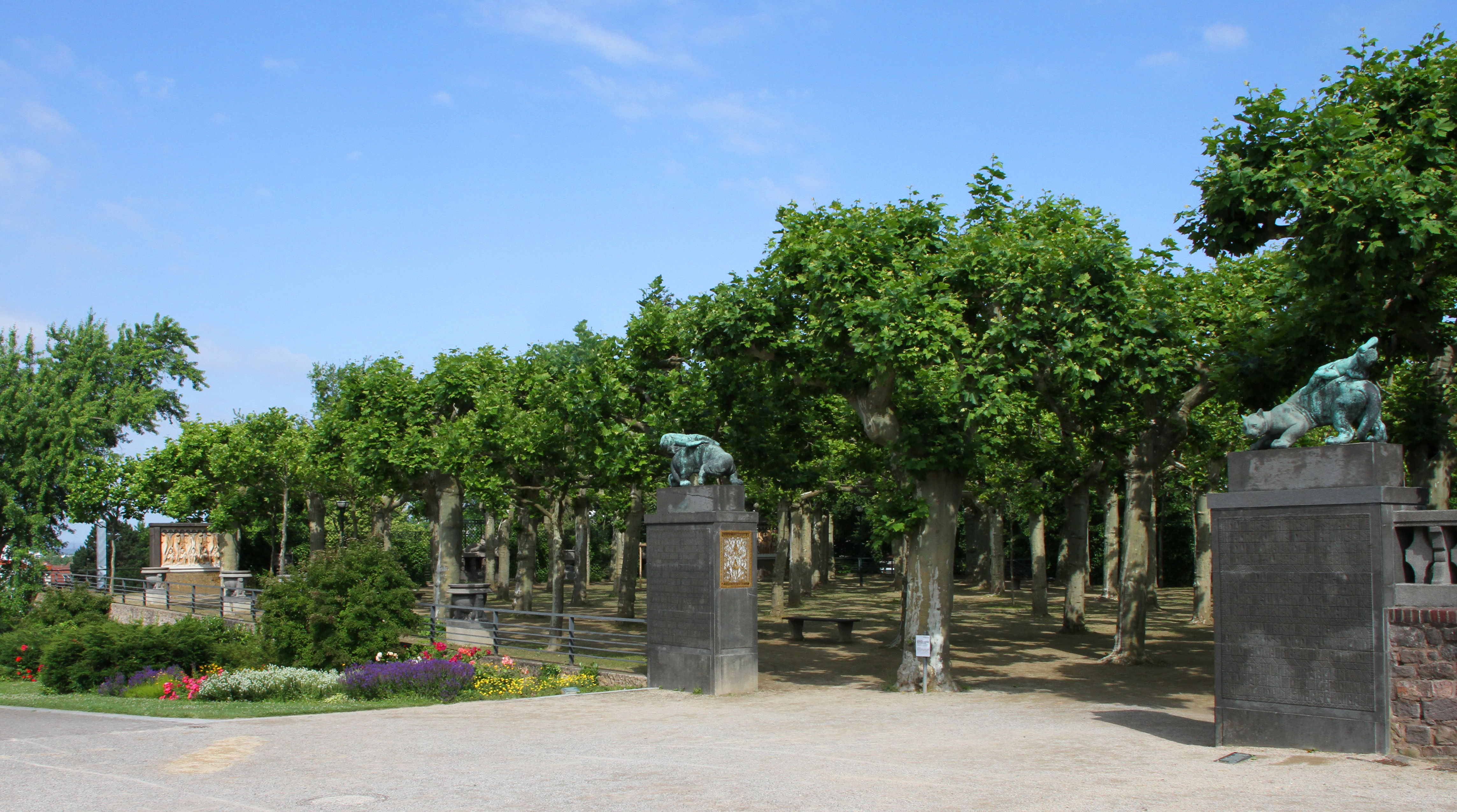
Der Eingang zum Platanenhain

- Pergola und Ateliergarten (Albin Müller, 1914)[4]
- Russische Kapelle der Hl. Maria Magdalena (1897–1899)
- Gottfried-Schwab-Denkmal (1905)
- Gartenpavillon „Schwanentempel“ (1914)
- Ernst-Ludwig-Brunnen (errichtet 1959, wo einst die im Zweiten Weltkrieg zerstörte Villa „In Rosen“ – früher: Haus Christiansen, Entwurf J. M. Olbrich – stand)

Der anschließende Park Rosenhöhe bildet zusammen mit der gesamten Anlage der Mathildenhöhe und dem Hochzeitsturm ein historisches und städtebauliches Ensemble, ist aber nicht Bestandteil der Welterbestätte.